# 白色凯尔西地区蒙屈克
白色凯尔西地区蒙屈克（法語：Montcuq-en-Quercy-Blanc，法語發音：[mɔ̃kyk ɑ̃ kɛʁsi blɑ̃]），简称蒙屈克，是法国洛特省的一个市镇，位于该省西南部，属于卡奥尔区。

## 地名
白色凯尔西（Quercy Blanc）是法国的一个传统地区，位于凯尔西南部。蒙屈克（Montcuq）则是指该市镇的前身及主体。

## 历史
白色凯尔西地区蒙屈克成立于2016年1月1日，由以下5个市镇合并而成：
- 贝尔蒙泰（Belmontet）
- 勒布雷伊（Lebreil）
- 蒙屈克（Montcuq）
- 圣克鲁瓦（Sainte-Croix）
- 瓦尔普里永德（Valprionde）

其中蒙屈克为政府驻地。

## 地理
白色凯尔西地区蒙屈克（44°20'23"N, 1°12'37"E）面积78.23 平方千米，位于法国奧克西塔尼大區洛特省，该省份为法国西南部内陆省份，北起顺时针与科雷兹省、康塔爾省、阿韦龙省、塔恩-加龙省、洛特-加龍省和多尔多涅省接壤。
与白色凯尔西地区蒙屈克接壤的市镇（或旧市镇、城区）包括：蒙洛赞、波特迪凯尔西、凯尔西地区巴格洛讷、贝尔韦兹、凯尔西地区布洛克、凯尔西地区蒙泰居、凯尔西地区朗杜、圣朱丽叶。
白色凯尔西地区蒙屈克的时区为UTC+01:00、UTC+02:00（夏令时）。

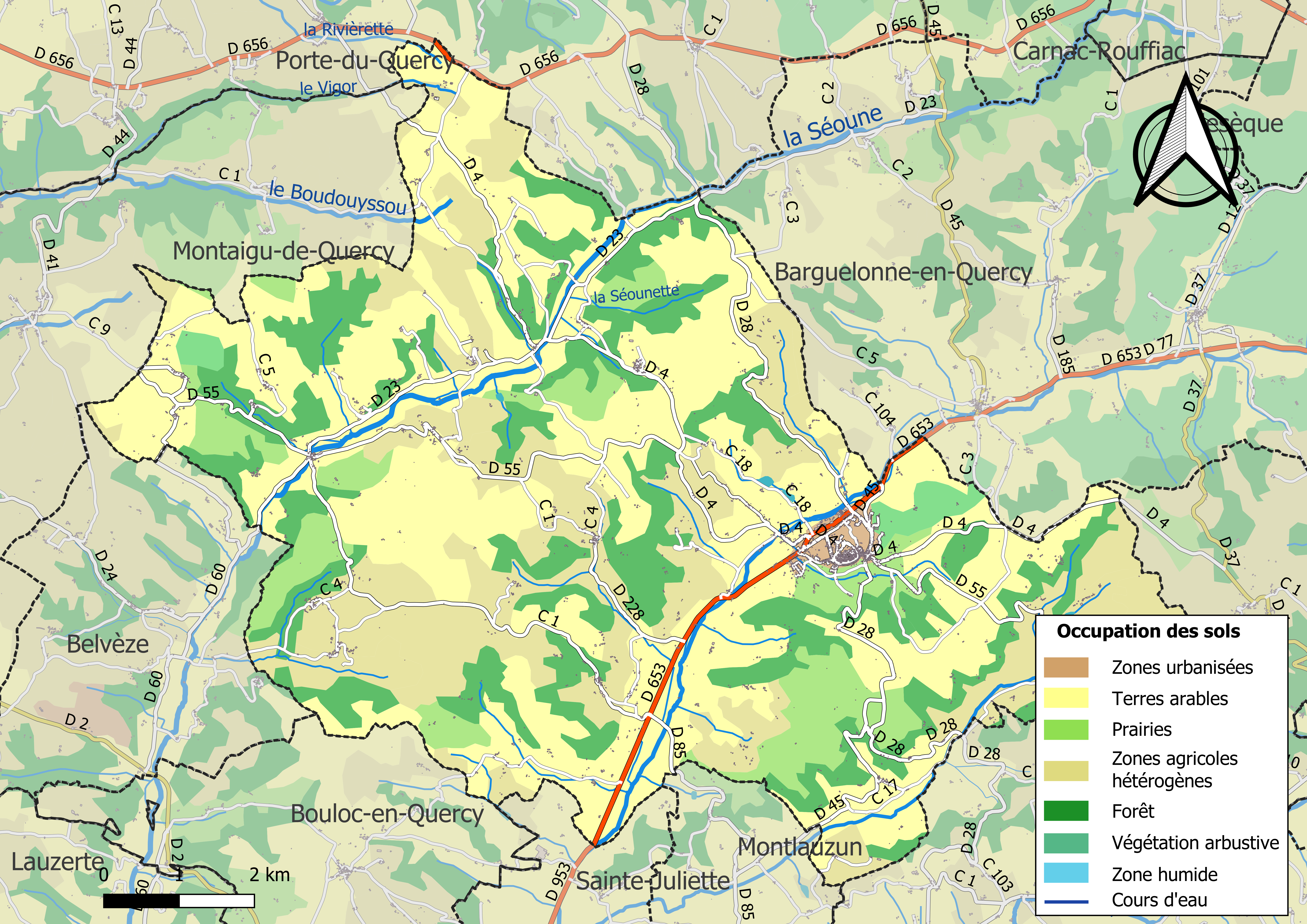
白色凯尔西地区蒙屈克的OSM定位图

## 行政
白色凯尔西地区蒙屈克的邮政编码为46800，INSEE市镇编码为46201，现任市长为阿兰·拉拉巴尔德（Alain Lalabarde）先生，任期为2020-2026年。

## 政治
白色凯尔西地区蒙屈克所属的省级选区为吕泽什县。

## 人口
白色凯尔西地区蒙屈克于2022年1月1日时的人口数量为1812人。